# Georg (Sachsen)

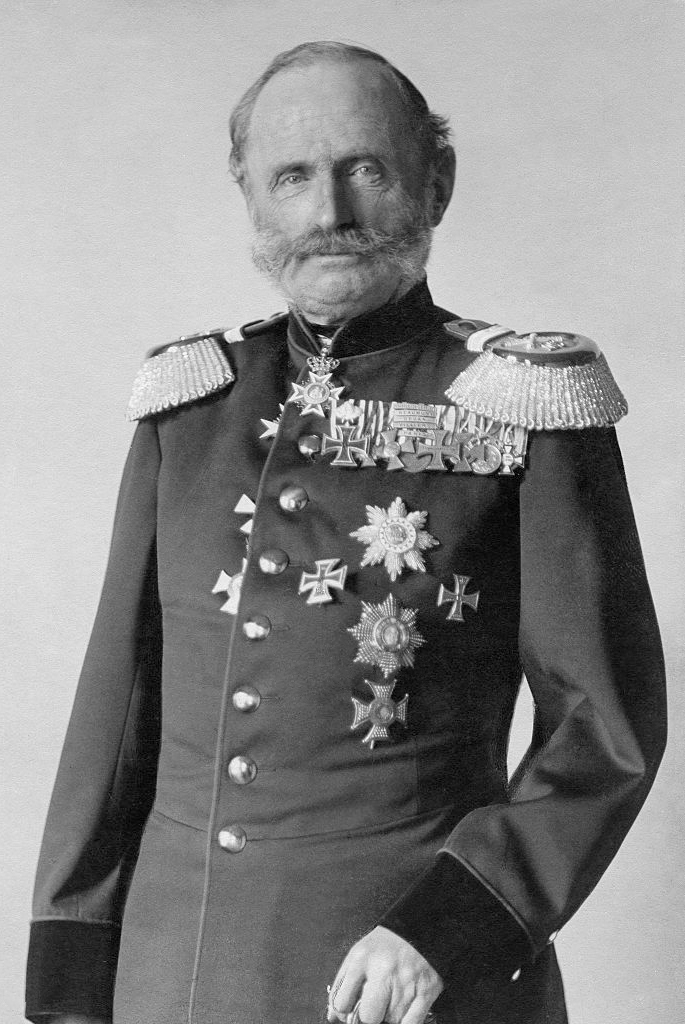
Georg von Sachsen

Friedrich August Georg Ludwig Wilhelm Maximilian Karl Maria Nepomuk Baptist Xaver Cyriacus Romanus von Sachsen (* 8. August 1832 in Pillnitz; † 15. Oktober 1904 ebenda) aus dem Haus der albertinischen Wettiner war von 1902 bis 1904 König von Sachsen.

## Leben

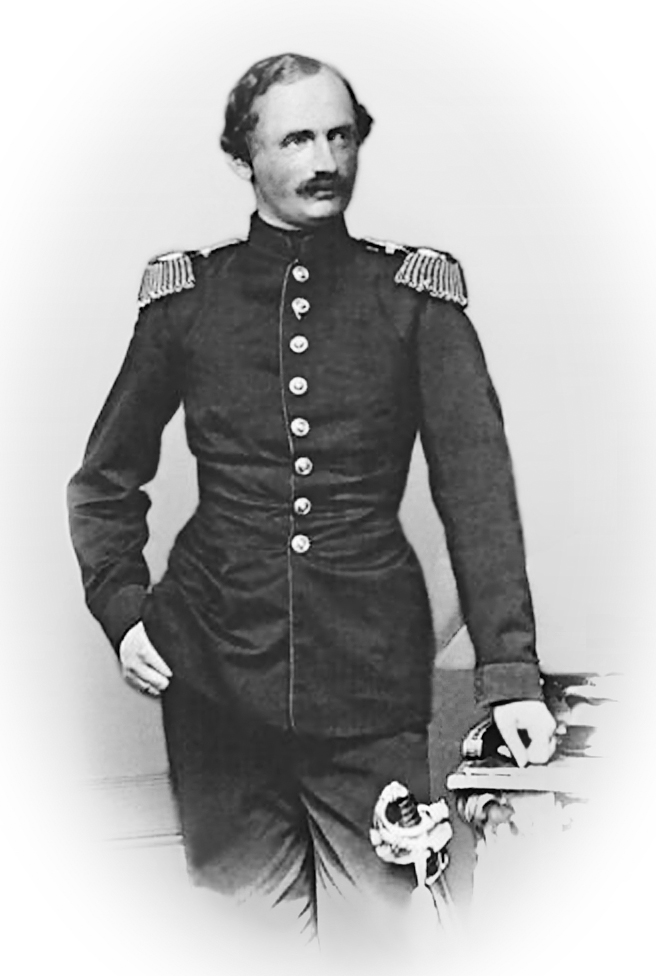
Georg als Prinz (1883)

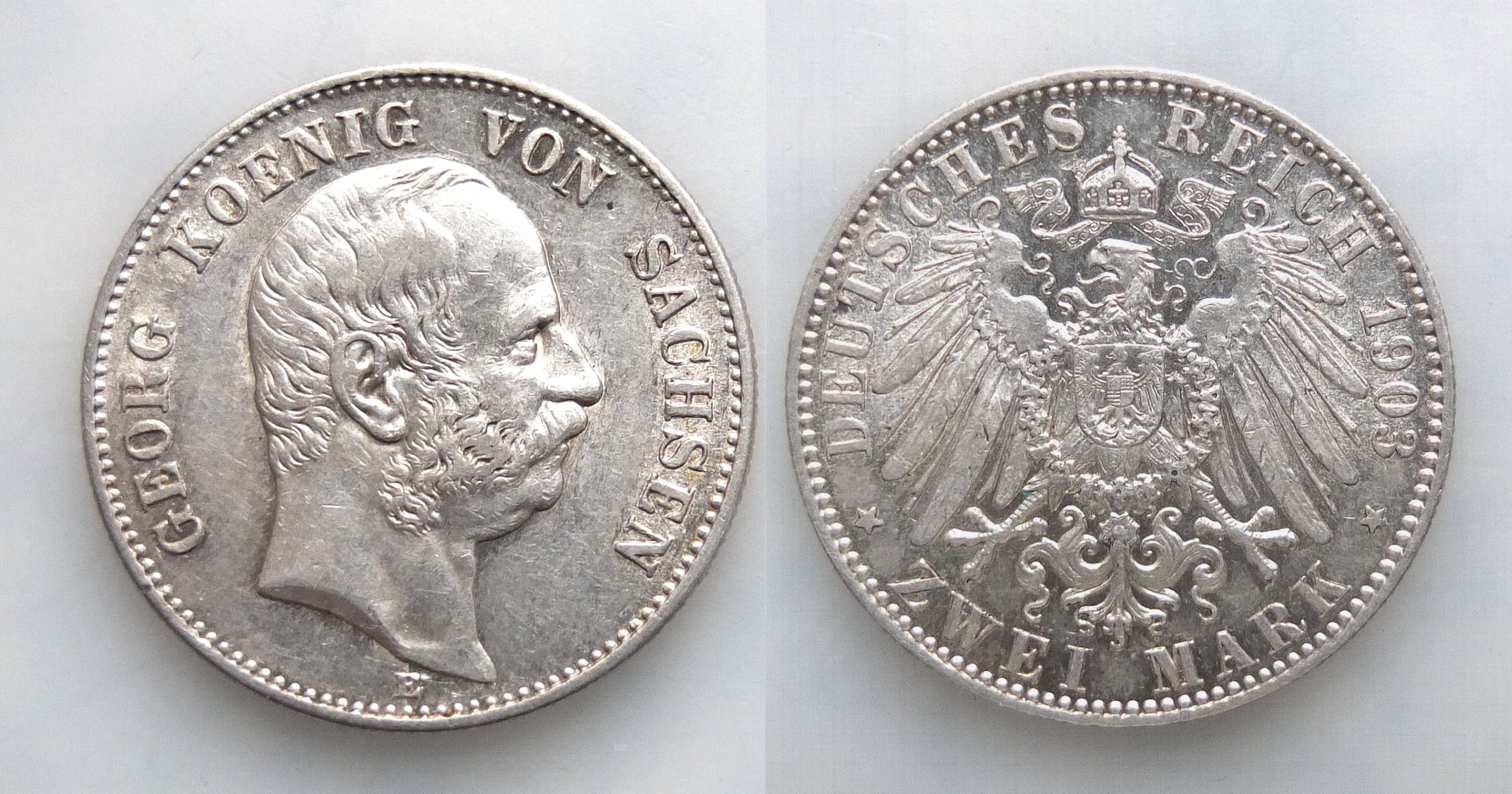
Porträt König Georgs auf einer 2-Mark-Münze von 1903

Georg wurde als dritter Sohn von Prinz Johann von Sachsen und Prinzessin Amalie von Bayern geboren. 1849/50 besuchte er für etwa sechs Monate Vorlesungen an der Universität Bonn. Seine Militärzeit absolvierte er von Mai 1852 bis Oktober 1853 in der Garnison in Radeberg, zuerst als Leutnant, dann als Hauptmann. 1854 wurde sein Vater König, womit er hinter seinem Bruder Albert an die zweite Stelle in der Thronfolge rückte. Von 1855 bis zu seiner Thronbesteigung war er Vorsitzender des Sächsischen Altertumsvereins, der sich um die Denkmalpflege verdient machte. Im Deutschen Krieg von 1866 befehligte Georg die 1. Reiterbrigade der Sächsischen Armee. Im Deutsch-Französischen Krieg kommandierte er zunächst die 1. Infanterie-Division Nr. 23 und ab dem 19. August 1870, nachdem sein Bruder Kronprinz Albert das Kommando über die Maasarmee übernommen hatte, das gesamte XII. (I. Königlich Sächsisches) Armee-Korps. Das Kommando über dieses Korps hatte er bis zum 29. März 1900 inne. Georg vertrat Sachsen bei der Ausrufung Wilhelms I. zum Deutschen Kaiser („Kaiserproklamation“) am 18. Januar 1871 im Schloss Versailles. 1888 wurde er als zweiter Sachse zum Generalfeldmarschall der Preußischen Armee ernannt. 1873, nach dem Tod seines Vaters und der Thronbesteigung seines Bruders, rückte er an die erste Stelle der Thronfolge.
Am 19. Juni 1902 folgte Georg im Alter von beinahe 70 Jahren seinem verstorbenen Bruder Albert auf den Thron Sachsens. In seine Regierungszeit von nur zwei Jahren, während der er äußerst unpopulär war, da er anders als zuvor in ähnlicher Situation sein Großvater Maximilian nicht zugunsten seines Sohnes Friedrich August auf den Thron verzichtete, fällt der Textilarbeiterstreik in Crimmitschau. In der Folge einer Influenza, die er sich im Frühjahr 1904 zugezogen hatte, starb der König am 15. Oktober 1904 in Pillnitz. Er wurde in der Neuen Gruft der Katholischen Hofkirche bestattet.

## Familie
Georg heiratete am 11. Mai 1859 in Lissabon Infantin Maria Anna, die Tochter des portugiesischen Königspaares Ferdinand II. und Maria II. Aus der Ehe gingen acht Kinder hervor:
- Marie Johanna (* 19. Juni 1860 in Dresden; † 2. März 1861, ebenda)
- Elisabeth Albertine (* 14. Februar 1862 in Dresden; † 18. Mai 1863, ebenda)
- Mathilde (1863–1933)
- Friedrich August III., König von Sachsen; (1865–1932)
- Maria Josepha (1867–1944) ⚭ Otto, Erzherzog von Österreich
- Johann Georg (1869–1938)
- Maximilian (1870–1951)
- Albert (1875–1900)

## Vorfahren
| Ahnentafel Georg von Sachsen | Ahnentafel Georg von Sachsen                                                                     | Ahnentafel Georg von Sachsen                                                                     | Ahnentafel Georg von Sachsen                                                              | Ahnentafel Georg von Sachsen                                                            | Ahnentafel Georg von Sachsen                                                                               | Ahnentafel Georg von Sachsen                                                                             | Ahnentafel Georg von Sachsen                                                                           | Ahnentafel Georg von Sachsen                                                      |
| ---------------------------- | ------------------------------------------------------------------------------------------------ | ------------------------------------------------------------------------------------------------ | ----------------------------------------------------------------------------------------- | --------------------------------------------------------------------------------------- | --- | --- | --- | --------------------------------------------------------------------------------- |
| Ururgroßeltern               | König August III. (1696–1763) ⚭ 1719 Maria Josepha von Österreich (1699–1757)                    | Kaiser Karl VII. (1697–1745) ⚭ 1722 Maria Amalia von Österreich (1701–1756)                      | Herzog Philipp von Parma (1720–1765) ⚭ 1738 Marie Louise Élisabeth de Bourbon (1727–1759) | Kaiser Franz I. Stephan (1708–1765) ⚭ 1736 Maria Theresia (1717–1780)                   | Herzog Christian III. von Pfalz-Zweibrücken (1674–1735) ⚭ 1719 Karoline von Nassau-Saarbrücken (1704–1774) | Joseph Karl von Pfalz-Sulzbach (1694–1729) ⚭ 1717 Elisabeth Auguste Sofie von der Pfalz (1693–1728)      | Großherzog Karl Friedrich von Baden (1728–1811) ⚭ 1751 Karoline Luise von Hessen-Darmstadt (1723–1783) | Landgraf Ludwig IX. (1719–1790) ⚭ 1741 Karoline von Pfalz-Zweibrücken (1721–1774) |
| Urgroßeltern                 | Kurfürst Friedrich Christian von Sachsen (1722–1763) ⚭ 1747 Maria Antonia von Bayern (1724–1780) | Kurfürst Friedrich Christian von Sachsen (1722–1763) ⚭ 1747 Maria Antonia von Bayern (1724–1780) | Herzog Ferdinand von Bourbon (1751–1802) ⚭ 1769 Maria Amalia von Österreich (1746–1804)   | Herzog Ferdinand von Bourbon (1751–1802) ⚭ 1769 Maria Amalia von Österreich (1746–1804) | Friedrich Michael von Pfalz-Birkenfeld (1724–1767) ⚭ 1746 Maria Franziska von Pfalz-Sulzbach (1724–1794)   | Friedrich Michael von Pfalz-Birkenfeld (1724–1767) ⚭ 1746 Maria Franziska von Pfalz-Sulzbach (1724–1794) | Karl Ludwig von Baden (1755–1801) ⚭ 1774 Amalie von Hessen-Darmstadt (1754–1832)                       | Karl Ludwig von Baden (1755–1801) ⚭ 1774 Amalie von Hessen-Darmstadt (1754–1832)  |
| Großeltern                   | Maximilian von Sachsen (1759–1838) ⚭ 1792 Caroline von Bourbon-Parma (1770–1804)                 | Maximilian von Sachsen (1759–1838) ⚭ 1792 Caroline von Bourbon-Parma (1770–1804)                 | Maximilian von Sachsen (1759–1838) ⚭ 1792 Caroline von Bourbon-Parma (1770–1804)          | Maximilian von Sachsen (1759–1838) ⚭ 1792 Caroline von Bourbon-Parma (1770–1804)        | König Maximilian I. Joseph (1756–1825) ⚭ 1797 Karoline von Baden (1776–1841)                               | König Maximilian I. Joseph (1756–1825) ⚭ 1797 Karoline von Baden (1776–1841)                             | König Maximilian I. Joseph (1756–1825) ⚭ 1797 Karoline von Baden (1776–1841)                           | König Maximilian I. Joseph (1756–1825) ⚭ 1797 Karoline von Baden (1776–1841)      |
| Eltern                       | König Johann von Sachsen (1801–1873) ⚭ 1822 Amalie Auguste von Bayern (1801–1877)                | König Johann von Sachsen (1801–1873) ⚭ 1822 Amalie Auguste von Bayern (1801–1877)                | König Johann von Sachsen (1801–1873) ⚭ 1822 Amalie Auguste von Bayern (1801–1877)         | König Johann von Sachsen (1801–1873) ⚭ 1822 Amalie Auguste von Bayern (1801–1877)       | König Johann von Sachsen (1801–1873) ⚭ 1822 Amalie Auguste von Bayern (1801–1877)                          | König Johann von Sachsen (1801–1873) ⚭ 1822 Amalie Auguste von Bayern (1801–1877)                        | König Johann von Sachsen (1801–1873) ⚭ 1822 Amalie Auguste von Bayern (1801–1877)                      | König Johann von Sachsen (1801–1873) ⚭ 1822 Amalie Auguste von Bayern (1801–1877) |
| Georg von Sachsen            |                                                                                                  |                                                                                                  |                                                                                           |                                                                                         | | | |                                                                                   |

## Auszeichnungen, Ehrungen

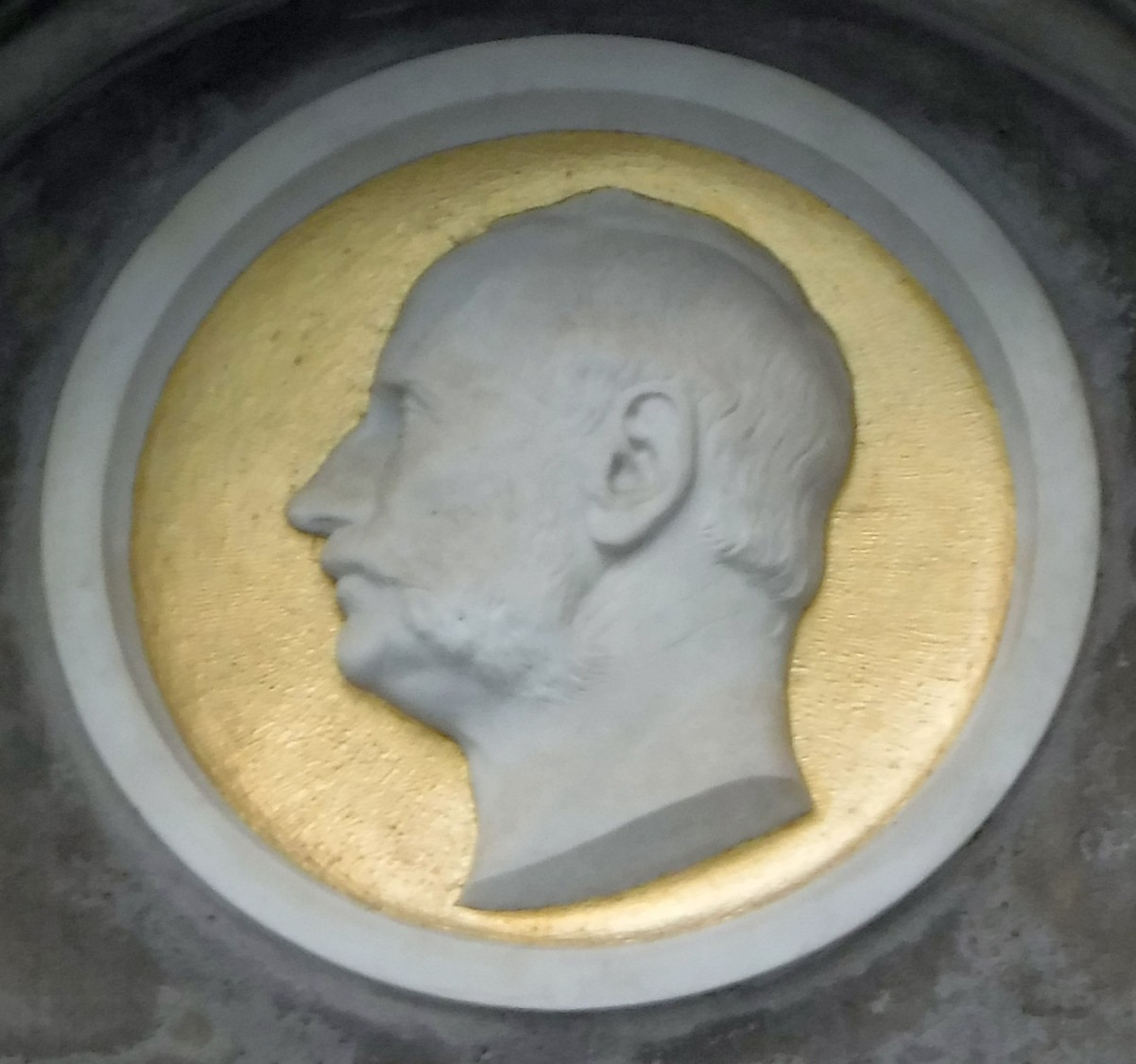
Medaillon von Georg von Sachsen am Georgsbrunnen im Dresdner Residenzschloss

- 1853: Ehrenbürgerschaft der Stadt Radeberg
- 1871: Großkreuz des Württembergischen Militärverdienstordens[3]
- Prinz-Georg-Turm auf dem Ungerberg südlich von Neustadt in Sachsen, 1885
- Prinz-Georg-Turm auf dem Kuhberg bei Stützengrün, 1894
- König-Georg-Brücke in Aue, 1902
- Georgsbrunnen im kleinen Schlosshof des Dresdner Residenzschlosses, 1904